# 松林尚
松林 尚（まつばやし ひさし、1938年 - 2024年12月26日）は、元テレビ朝日アナウンサー、アナウンス部長、國學院大學評議員、日本会議世田谷・目黒支部、副支部長。

## 来歴
國學院大學文学部卒業。日本教育テレビ（現・テレビ朝日）入社。アナウンサー・キャスターを務め、ニュース番組、スポーツ中継等を担当し、テレビ朝日アナウンス部長も歴任。
近年では元アナウンサーである経験を活かし、「正しい日本語」「美しい日本語」に関する講演活動を行っていた。
2024年12月26日に死去。86歳没。